# Parmularia styracis
Parmularia styracis är en lavart som beskrevs av Lév. 1846. Parmularia styracis ingår i släktet Parmularia och familjen Parmulariaceae.   Inga underarter finns listade i Catalogue of Life.